# 20476 Chanarich
20476 Chanarich è un asteroide della fascia principale. Scoperto nel 1999, presenta un'orbita caratterizzata da un semiasse maggiore pari a 2,2068782 UA e da un'eccentricità di 0,1435036, inclinata di 2,68970° rispetto all'eclittica.